# ぼんとリンちゃん
『ぼんとリンちゃん』は、2014年9月20日公開された日本映画。監督は小林啓一。主演の佐倉絵麻演じる四谷夏子（通称"ぼん"）と高杉真宙演じる友田麟太郎（通称"リン"）が、東京に音信不通の親友みゆちゃん（通称”肉便器”）を探しに行く青春映画。撮影場所にとらのあな秋葉原店B、AKIBAカルチャーズZONEでの撮影を行っている。劇中同人誌協力に星野リリィ、ねこ田米蔵、ヨネダコウ、千葉リョウコ、秋葉東子、彩景でりこ、草間さかえ、リブレ出版、ゲーム協力にソニー・コンピュータエンタテインメントの「ICO」、シャーベットソフトの「制服天使」が協力している。映画と連動した小説版ぼんとリンちゃんでは映画では描かれなかった前日談と後日談が描かれている。小説版の表紙イラストを担当したのは星野リリィである。

## あらすじ
地方都市に住む四谷夏子（通称”ぼん”）は16歳と62ヶ月を自称する大学生。友田麟太郎（通称”リン”）とはBL（ボーイズラブ）の同人誌やアニメ、ゲーム等をこよなく愛する幼なじみだ。ふたりは東京にいったきり連絡が取れない親友のみゆちゃん（通称”肉便器”）を探すため東京にやってくる。ネットゲームで知り合った会田直人（通称”べびちゃん”）に協力してもらいみゆちゃんが彼氏と同棲している部屋へ向かうが、、、

## キャスト
- 四谷夏子：佐倉絵麻
- 友田麟太郎：高杉真宙
- 会田直人：桃月庵白酒
- 斉藤みゆ：比嘉梨乃
- 蟹江田敬三：まつ乃家栄太朗
- 四谷佐和子：月岡果穂
- 友田くるみ：門前亜里

## スタッフ
- 監督・脚本・撮影：小林啓一
- プロデューサー：原田博志　財前健一郎
- アソシエイト・プロデューサー：宮崎紀彦
- 製作担当：松嶋翔
- 録音：日高成幸

## エピソード
- 高杉真宙の演じるリンの着ている衣装は、アニメ『化物語』のキャラクター阿良々木暦[5]のイメージで中二病っぽさを出すためにオリジナルで制作された。高杉自身もこの衣装が大のお気に入りで着るとテンションが上がると語っている。
- 高杉真宙は、リン役について「脚本を読んだとき、これは僕自身だ」と感じたと度々語っている。舞台挨拶[6]やトークイベントにおいても度々オタクネタを振られ、「ふっ切れた」と語っている。
- ぼん役を演じる佐倉絵麻も「もともとオタク気質である」ことをインタビュー[7]で語っている。なお、ぼん、リンそれぞれにモデルが存在することが監督から語られた。

## 作品の評価
批評家からの主だった評価として、映画評論家のくれい響は「天才監督誕生」「これぞ2014年ベストワン！」と絶賛評を載せた。その他、映画評論家の森直人、ミルクマン斉藤、なかざわひでゆきといった評論筋からも絶賛評が寄せられている。

### 受賞歴
- 2014年度日本映画監督協会新人賞（小林啓一）
- 第36回ヨコハマ映画祭最優秀新人賞（佐倉絵麻、高杉真宙）[12]
- 第18回上海国際映画祭 アジアン・ニュー・タレントアワード[13]
  - 優秀女優賞
  - 優秀撮影賞

## 書籍化
映画のノベライズ本としての『ぼんとリンちゃん』（ISBN 978-4-8124-8848-5）は、2014年8月28日に竹書房から発売された。カバーイラストは、「おとめ妖怪ざくろ」や「輪るピングドラム」で知られる星野リリィによる書き下ろしである。映画本編では描かれなかった前日潭と後日潭が描かれており、特に前日潭部分については、ぼんとリンに加えて、みゆ（肉便器）のエピソードも充実しており、小説を読むとキャラクター達の背景事情の全貌が分かるようになっている。みゆ役の比嘉梨乃は、トークイベントで、「実はみゆちゃんって辛い過去を背負っている」と語っているが、そうした事情は小説にすべて描かれる。なお、小説版には誤植が散見され、購入したファンから何度か指摘を受けた。

## 主題歌
- 「迷子のリボン」作詞、作曲、編曲：40mp[15]唄 - 初音ミク

## 音楽
- 「ハジメテノオト」作詞、作曲、編曲：malo　唄 - 初音ミク
- 「未来の歌」作詞、作曲、編曲：malo　唄 - 初音ミク
- 「巨大少女」作詞、作曲、編曲：40mp　唄 - 初音ミク
- 「白い雪のプリンセスは」作詞、作曲、編曲：のぼる↑　唄 - 初音ミク
- 「鎖の少女」作詞、作曲、編曲：のぼる↑　唄 - 初音ミク
- 「恋はきっと急上昇☆」作詞、作曲、編曲：のぼる↑　唄 - GUMI
- 「モノクロ∞ブルースカイ」作詞、作曲、編曲：のぼる↑　唄 - 初音ミク
- 「ショットガン•ラヴァーズ」作詞、作曲、編曲：のぼる↑　唄 - 初音ミク

## ロケ地
- とらのあな秋葉原店B
- AKIBAカルチャーズZONE
- グッドスマイルカフェAKIBAカルチャーズZONE内
- 浅草地下商店街
- もつ福 赤坂店
- 渋谷道玄坂